# Cornelius Huggins
Cornelius Bernard Huggins (Kingstown, 1 de junho de 1974) é um ex-futebolista e treinador de futebol são-vicentino que atuava como zagueiro. Atualmente é técnico da seleção feminina de São Vicente e Granadinas.

## Carreira
Em sua carreira, que durou entre 1995 e 2011, Huggins atuou com mais destaque na Malásia, onde atuou pelo Kedah. Nos Auriverdes, o zagueiro jogou 116 partidas e fez 3 gols, vencendo a Copa da Malásia, o Campeonato Malaio e a Copa da Liga nacional. Em 2008, após deixar o Kedah, jogaria no Vancouver Whitecaps, que disputava a antiga USL First Division (espécie de segunda divisão do futebol dos Estados Unidos), onde havia atuado anteriormente em 2003, pelo Virginia Beach Mariners.
Defendeu também Pastures United e Hope International em seu país natal, aposentando-se em 2011.

## Seleção São-Vicentina
Pela Seleção São-Vicentina, atuou entre 1995 e 2011. Integrou o elenco que disputou a Copa Ouro da CONCACAF de 1996, única participação do país caribenho em uma competição oficial gerenciada pela FIFA.

## Carreira como técnico
Huggins foi anunciado como novo técnico de São Vicente em 2012, substituindo Colwyn Rowe. "Rebaixado" para auxiliar-técnico de Keith Ollivierre, com quem jogou na Copa Ouro de 1996, voltou ao cargo em 2016 e saiu 2 anos depois, dando lugar novamente a Ollivierre. Em 2019, assumiu o comando da seleção feminina do arquipélago.

## Títulos
Kedah FA
- Campeonato Malaio: 2005–06, 2006–07 e 2007–08
- Copa da Malásia: 2006–07 e 2007–08
- Copa da Liga da Malásia: 2006–07 e 2007–08